# Kreisgericht Arolsen (Preußen)
Das Kreisgericht Arolsen war ein preußisches Kreisgericht für Waldeck-Pyrmont mit Sitz in Arolsen.
Mit Akzessionsvertrag vom 18. Juli 1867 übertrug der Fürst die Verwaltung seines Landes an Preußen. Mit Allerhöchster Verfügung vom 6. Oktober 1868 des preußischen Königs wurden zum 1. Januar 1869 die vier waldeckschen Kreisgerichte in Amtsgerichte und das Obergericht in ein preußisches Kreisgericht umgewandelt. Dieses war dem Appellationsgericht Kassel untergeordnet.
Die folgenden Amtsgerichte wurden dem Kreisgericht Arolsen untergeordnet:
| Amtsgericht                  | Sitz      |
| ---------------------------- | --------- |
| Amtsgericht Arolsen          | Arolsen   |
| Amtsgericht Korbach          | Korbach   |
| Amtsgericht Nieder-Wildungen | Wildungen |
| Amtsgericht Pyrmont          | Pyrmont   |

Mit dem Inkrafttreten des deutschen Gerichtsverfassungsgesetzes am 1. Oktober 1879 traten an die Stelle dieses Kreisgerichtes die beiden Landgerichte Kassel und Hannover (für Pymont) mit je einer Staatsanwaltschaft. Einen direkten Nachfolger des Kreisgerichtes Arolsen gab es nicht.